# Park Miejski w Norymberdze
Park Miejski – park miejski w Norymberdze założony 1759 w miejsce parku zwanego Judenbühl, od antyżydowskiego pogromu z 1349, który tutaj miał miejsce. W 1787 r. Jean-Pierre Blanchard zorganizował tutaj lot balonem. Od 1856 park został przebudowany w stylu angielskim. Został odtworzony po zniszczeniach wojennych od 1958. W 1962 przeniesiono tutaj barokową Fontannę Neptuna, która pierwotnie stała na rynku.

## Źródła
- Theo Friedrich: Vom Hesperidengarten zum Volkspark. Gartenkultur und Stadtgrünpflege vom Mittelalter bis zur Gegenwart in Nürnberg. Verlag Edelmann, Nürnberg 1993, ISBN 3-87191-181-X.